# Kaple svatého Kříže (Markvartice)
Kaple svatého Kříže v Markvarticích je téměř zaniklá barokní sakrální stavba ze 2. poloviny 18. století. Nachází se na hřbitově obce Markvartice vedle kostela svatého Martina. Z kaple se zachovala pouze východní průčelní stěna. Je chráněna spolu s kostelem sv. Martina jako kulturní památka České republiky.

## Architektura
Podoba kaple byla barokní, obdélného půdorysu. Hlavní průčelí bylo tříosé, s pilastry a křídlovým štítem s trojúhelníkovým nástavcem. V ose byl polokruhově zakončený portál a oválné okno. Ve štítě se nacházela nika se sochou sv. Maří Magdalény. Boční části průčelí jsou vyžlabeny. V bočních fasádách se nacházela obdélná okna, která byla zakončená polokruhem.
Uvnitř byl strop s fabionem a figurální nástěnná malba z konce 18. století s klasicistními motivy. Hlavní oltář kaple tvořila iluzívní nástěnná malba s postavami Panny Marie a sv. Jana, a s dřevěným korpusem Krista na kříži ze 2. poloviny 18. století.